# Паркер, Алекс
Алекс Паркер (англ. Alex Parker, 2 февраля 1935, Ирвин — 7 января 2010) — шотландский футболист, играл на позиции защитника. По завершении игровой карьеры — тренер.
Выступал, в частности, за клубы «Фалкирк» и «Эвертон», а также национальную сборную Шотландии. Обладатель Кубка Шотландии. Чемпион Англии.

## Клубная карьера
Во взрослом футболе дебютировал в 1952 году выступлениями за команду клуба «Фалкирк», в которой провел шесть сезонов, приняв участие в 120 матчах чемпионата.
Своей игрой привлек внимание представителей тренерского штаба клуба «Эвертон», к составу которого присоединился в 1958 году. Сыграл за клуб из Ливерпуля следующие семь сезонов своей игровой карьеры. Большинство времени, проведенного в составе «Эвертона», был основным игроком защиты команды. В 1963 году завоевал титул чемпиона Англии.
Позже, с 1965 по 1969 год, играл в составе команд клубов «Саутпорт» и «Баллимена Юнайтед».
Завершил профессиональную игровую карьеру в ирландском клубе «Драмкондра», за команду которого выступал в течение 1969—1970 годов.

## Выступления за сборную
В 1955 году дебютировал в официальных матчах в составе национальной сборной Шотландии. В течение карьеры в национальной команде, которая длилась 4 года, провел в форме главной команды страны 15 матчей.
В составе сборной был участником чемпионата мира 1958 года в Швеции, где выходил на поле лишь в одной игре группового этапа против Парагвая, которая оказалась для него последней в форме сборной.

## Карьера тренера
Начал тренерскую карьеру в 1968 году, став играющим главным тренером клуба «Баллимена Юнайтед».
Последним местом тренерской работы был клуб «Саутпорт», главным тренером команды которого Алекс Паркер был с 1970 по 1971 год.
Умер 7 января 2010 года на 75-м году жизни.

## Титулы и достижения
- Обладатель Кубка Шотландии:

«Фолкерк»: 1956/57
- Чемпион Англии:

«Эвертон»: 1962/63